# Хуліан Альварес
Хуліан Альварес (ісп. Julián Álvarez; нар. 31 січня 2000) — аргентинський футболіст, нападник клубу «Атлетіко» (Мадрид).

## Клубна кар'єра
Народився 31 січня 2000 року в маленькому містечку Кальчин в провінції Кордова. Футболом почав займатися в ранньому віці й в 11 років був дуже перспективним гравцем. У тому віці він успішно пройшов перегляди в школах провідних аргентинських клубів, «Боки Хуніорс» та «Рівер Плейта», побував в Іспанії, де проходив перегляд у мадридському «Реалі», був запрошений і в «Барселону». Однак Хуліан відмовився від переїзду, не бажаючи розлучатися з родиною. Лише в січні 2016 року він приєднався до молодіжної команди «Рівер Плейта».
27 жовтня 2018 року в матчі проти «Альдосіві» він дебютував у матчі аргентинської Прімери, замінивши у другому таймі Родріго Мору. У тому ж році Альварес став володарем Кубка Лібертадорес.
Донецький «Шахтар» пропонував за 21-річного аргентинця 20 млн євро, однак гравець відмовився від трансферу, оскільки очікував на пропозицію від одного з топклубів Європи.
Альварес забив перший гол 17 березня 2019 року, у матчі проти «Індепендьєнте» (3:0). У грудні наступного року він забив у фіналі Кубка Аргентини 2019 проти «Сентрал Кордови», коли «Рівер» переміг з рахунком 3:0 і забезпечив собі трофей. У 2020 році Альварес забив п'ять голів у шести матчах групового етапу Кубка Лібертадорес.
25 травня 2022 року Альварес забив шість голів за «Рівер Плейт» у матчі проти «Альянса Ліма» з рахунком 8:1 у Кубку Лібертадорес.
31 січня 2022 року, у день його 22-го народження, було підтверджено, що Альварес підписав контракт із чемпіоном Прем’єр-ліги «Манчестер Сіті» на п’ять з половиною років за трансферну суму близько 14 мільйонів фунтів і домовленість про те, що гравець залишиться в «Рівер Плейт» на правах оренди до липня.
Альварес дебютував у змаганнях 30 липня, коли «Сіті» програв «Ліверпулю» з рахунком 3:1 у матчі Суперкубок Англії з футболу 2022, забивши при цьому єдиний гол своєї команди. 7 серпня Альварес дебютував у Прем'єр-лізі після того, як вийшов на заміну Ерлінгу Голанну в переможному матчі проти «Вест Гем Юнайтед» (2:0). 31 серпня Альварес забив свої перші два голи в Прем'єр-лізі в переможному матчі проти «Ноттінгем Форест» (6:0) на стадіоні «Сіті оф Манчестер». 5 жовтня він забив свій перший гол у Лізі чемпіонів УЄФА в матчі проти «Копенгагена» (5:0). 
17 травня 2023 року Альварес забив гол у матчі-відповіді півфіналу Ліги чемпіонів, здобувши перемогу над «Реалом» з рахунком 4:0, що закріпило кваліфікацію його клубу до фіналу. Чотири дні потому він забив єдиний гол у перемозі з рахунком 1:0 над «Челсі», щоб виграти свій перший титул Прем’єр-ліги та третій поспіль для свого клубу. 10 червня він виграв фінал Ліги чемпіонів зі своїм клубом. Незважаючи на те, що не грав на заміні, став одним із гравців, які виграли Чемпіонат світу з футболу та Лігу чемпіонів у тому ж сезоні.
19 серпня Альварес забив єдиний гол у перемозі з рахунком 1:0 над «Ньюкасл Юнайтед». Після травм Бернардо Сілви та Кевіна Де Брюйне Альварес почав частіше виступати в старті, зареєструвавши чотири голи у своїх наступних матчах Прем'єр-ліги, у тому числі дві гольові передачі у виїзній перемозі над «Вест Гем Юнайтед» (3:1). Через три дні він відзначився дублем у домашньому матчі «Сіті» над «Црвеною Звездою» (3:1) у Лізі чемпіонів УЄФА. Альварес посів 7-ме місце у «Золотому м’ячі» 2023 року. 22 грудня «Манчестер Сіті» переміг «Флуміненсе» з рахунком 4–0 у фіналі Клубного чемпіонату світу з футболу 2023 року, коли Альварес забив дубль і зробив результативну передачу, щоб отримати свій перший титул на Клубному чемпіонаті світу та завершити турнір як найкращий бомбардир; його перший гол був найшвидшим в історії змагань, забитий на 40 секунді. 4 травня 2024 року Альварес провів свій 100-й матч за «Сіті», ознаменувавши це голом у переможному матчі над «Вулвергемптон Вондерерз» (5:1).
12 серпня 2024 року Альварес підписав контракт із «Атлетіко» (Мадрид) терміном на 6 років.

## Виступи за збірну
У 2019 році був викликаний до складу молодіжної збірної Аргентини на молодіжний чемпіонат Південної Америки у Чилі. Там Альварес допоміг своїй збірній посісти друге місце. Цей результат дозволив команді кваліфікуватись на молодіжний чемпіонат світу 2019 року, куди поїхав і Хуліан.
Альварес дебютував у головній збірній Аргентини 3 червня 2021 року у відбірковому матчі чемпіонату світу проти Чилі, вийшовши на заміну на 62-й хвилині замість Анхеля Ді Марії. 29 березня 2022 року він забив свій перший міжнародний гол у матчі проти Еквадору, який завершився внічию (1:1).
11 листопада 2022 року Альварес був включений до складу команди Ліонеля Скалоні з 26 гравців на Чемпіонат світу з футболу 2022 року в Катарі. 30 листопада він забив свій перший гол на чемпіонаті світу в матчі групового етапу проти Польщі (2:0). Далі Альварес забив другий гол на чемпіонаті світу 3 грудня у перемозі Аргентини проти Австралії (2:1). Він продовжив свою гольову серію, додавши ще два голи в перемогу Аргентини проти Хорватії з рахунком 3:0 у півфіналі, ставши наймолодшим гравцем після Пеле в 1958 році, який забив два голи в півфіналі чемпіонату світу у віці 22 років 316 днів. 18 грудня він брав участь у другому голі Аргентини, коли його команда перемогла Францію з рахунком 4:2 по пенальті після того, як матч закінчився з рахунком 3:3 в додатковий час фіналу.
20 червня 2024 року Альварес забив свій перший гол на Кубку Америки 2024 року у перемозі збірної Аргентини над Канадою з рахунком 2:0.

## Титули і досягнення
- Володар Кубка Лібертадорес (1):

«Рівер Плейт»: 2018
- Переможець Рекопи Південної Америки (1):

«Рівер Плейт»: 2019
- Володар Кубка Аргентини (1):

«Рівер Плейт»: 2019
- Володар Суперкубка Аргентини (1):

«Рівер Плейт»: 2019
- Чемпіон Аргентини (1):

«Рівер Плейт»: 2021
- Чемпіон Англії (2):

«Манчестер Сіті»: 2022-23, 2023-24
- Володар Кубка Англії (1):

«Манчестер Сіті»: 2022-23
- Переможець Ліги чемпіонів УЄФА (1):

«Манчестер Сіті»: 2022-23
- Володар Суперкубка УЄФА (1):

«Манчестер Сіті»: 2023
- Переможець Клубного чемпіонату світу (1):

«Манчестер Сіті»: 2023
Збірні
- Чемпіон світу: 2022
- Переможець Кубка Америки: 2021
- Володар Кубка чемпіонів КОНМЕБОЛ–УЄФА: 2022

## Статистика виступів

### Статистика клубних виступів
| Сезон                    | Команда                  | Чемпіонат                | Чемпіонат | Чемпіонат | Національний кубок | Національний кубок | Національний кубок | Континентальні кубки | Континентальні кубки | Континентальні кубки | Інші змагання | Інші змагання | Інші змагання | Усього | Усього | Усього |
| Сезон                    | Команда                  | Ліга                     | Ігор      | Голів     | Ліга               | Ігор               | Голів              | Ліга                 | Ігор                 | Голів                | Ліга          | Ігор          | Голів         | Ігор   | Голів  |        |
| ------------------------ | ------------------------ | ------------------------ | --------- | --------- | ------------------ | ------------------ | ------------------ | -------------------- | -------------------- | -------------------- | ------------- | ------------- | ------------- | ------ | ------ | ------ |
| 2017-18                  | «Рівер Плейт»            | ПД                       | 0         | 0         | КА                 | 1                  | 0                  | КЛ                   | 1                    | 0                    | -             | -             | -             | 2      | 0      |        |
| 2018–19                  | «Рівер Плейт»            | ПД                       | 5         | 1         | КА                 | 5                  | 1                  | КЛ                   | 5                    | 1                    | КЧС           | 1             | 0             | 16     | 3      |        |
| 2019-20                  | «Рівер Плейт»            | ПД                       | 17        | 2         | КА                 | 4                  | 2                  | КЛ                   | 11                   | 5                    | -             | -             | -             | 32     | 9      |        |
| 2021                     | «Рівер Плейт»            | ПД                       | 35        | 20        | КА                 | 1                  | 2                  | КЛ                   | 10                   | 2                    | -             | -             | -             | 46     | 24     |        |
| 2022                     | «Рівер Плейт»            | ПД                       | 17        | 11        | КА                 | 1                  | 1                  | КЛ                   | 8                    | 6                    | -             | -             | -             | 26     | 18     |        |
| Усього за Рівер Плейт    | Усього за Рівер Плейт    | Усього за Рівер Плейт    | 74        | 34        |                    | 12                 | 6                  |                      | 36                   | 14                   |               | 1             | 0             | 123    | 54     |        |
| 2022-23                  | «Манчествер Сіті»        | ПЛ                       | 31        | 9         | КА+КЛ              | 5+2                | 3+1                | ЛЧ                   | 10                   | 3                    | СК            | 1             | 1             | 49     | 17     |        |
| 2023-24                  | «Манчествер Сіті»        | ПЛ                       | 36        | 11        | КА+КЛ              | 6+1                | 0                  | ЛЧ                   | 7                    | 5                    | СК+КЧС+СК     | 1+2+1         | 0+2           | 54     | 18     |        |
| Усього за Манчестер Сіті | Усього за Манчестер Сіті | Усього за Манчестер Сіті | 67        | 20        |                    | 14                 | 4                  |                      | 17                   | 8                    |               | 5             | 3             | 103    | 35     |        |
| Усього за кар'єру        | Усього за кар'єру        | Усього за кар'єру        | 141       | 54        |                    | 26                 | 10                 |                      | 53                   | 22                   |               | 6             | 3             | 226    | 89     |        |